# Skepparslövs distrikt
Skepparslövs distrikt är ett distrikt i Kristianstads kommun och Skåne län. 
Distriktet ligger sydväst om Kristianstad. 

## Tidigare administrativ tillhörighet
Distriktet inrättades 2016 och utgörs av en del av området Kristianstads stad omfattade till 1971, delen som före 1967 utgjorde Skepparslövs socken.
Området motsvarar den omfattning Skepparslövs församling hade vid årsskiftet 1999/2000.